# Художественный музей (Кунгур)
Художественный музей Кунгура входит в состав Кунгурского историко-архитектурного и художественного музея-заповедника. Располагается в здании бывшего Реального училища, ул. Степана Разина 39.

## История
Особняк был построен в 1890-х гг. (упоминается также 1908 г.) почётным гражданином Кунгура Григорием Ивановичем Юхневым (1868—1894 гг.) и представлял собой одноэтажное здание с полуподвалом. В 1915 г. в цокольном этаже особняка работала типография А. К. Суслова, здесь же располагалась редакция первой в городе газеты «Кунгурский листок». После революции 1917 г. дом был национализирован.
В дальнейшем в нём работали различные учреждения и организации, среди которых были Кунгурский научный музей и поликлиника Российского общества Красного Креста. В 1930 году особняк был передан домоуправлению № 6 и использовалось для жилья.
В 1952 году особняк Юхнева был передан системе здравоохранения, и в 1953—1954 гг. к нему надстроили второй этаж.
С конца 2004 г. в здании открылся филиал Кунгурского музея, и с 2006 г. здесь размещается Художественный музей.

## Экспозиция музея
Зал живописи представлен картинами кунгурских художников В. В. Журавлёва и Г. А. Мелентьева, а также переданными из Пермского художественного фонда картинами живописцев Е. Н. Широкова, А. Н. Тумбасова, А. Г. Мотовилова, В. Ф. Мальцева. В экспозиции есть картины, изображающие старый и новый Кунгур, написанные пермскими художниками Л. И. Переваловым, Р. Б. Исмагиловым, Р. А. Габбасовым и др.
Зал графики демонстрирует литографии и линогравюры московских художниц А. И. Самойловских и А. Д. Щекалиной, которые родились в Кунгуре в начале XX в. и изобразили кунгурские пейзажи середины двадцатого столетия
Экспозиция камнерезных изделий располагается в трёх залах и представлена более чем двумястами скульптур, выполненных из поделочных камней.
Экспозиция керамических изделий также размещается в трёх залах: это как изделия массового производства, так и авторские работы известных мастеров.
В музее также есть экспозиция изделий из гипса, среди которых статуи советских людей, литературных персонажей и бюсты И. В. Сталина, В. И. Ленина, С. М. Кирова.